# گوواش-دانب
گوواش-دانب (به لاتین: Gołasze-Dąb) یک روستا در لهستان است که در گمینا کولشه کوشچیلنه واقع شده‌است.